# 岩井バイパス
- 日本の道路 > 一般国道 > 国道354号 > 岩井バイパス

岩井バイパス（いわいバイパス）は、茨城県坂東市の国道354号のバイパス（延長3.6km）である。坂東市街地の混雑緩和や安全性確保等の目的で整備が進められ、2015年8月12日に全線開通した。

## 概要
坂東市内の国道354号現道は、市街地中心部を通過するほか線形不良などもあり見通しが悪く、加えて広域幹線道路ゆえ大型車の通行も多いため、安全性の問題が指摘されていた。そのため車両・歩行者を含め安全性確保と利便性向上を目的に、坂東市中心部の北側に計画・整備したのが、当該バイパスである。
全体3.6kmのうち、県道中里坂東線を境に西側区間の約1.3km（事業費約20億円）は旧岩井市と旧猿島町との合併による合併市町村幹線道路緊急整備支援事業として坂東市が施工しており、東側区間の約2.3km（事業費約46億円）については茨城県が施工している。
坂東市上出島から暫定2車線で、県道中里坂東線と合流する辺りに県道結城坂東線のバイパスを通す予定である。その先も暫定2車線で、県道結城坂東線現道を平面交差で通過する。その先も引き続き暫定2車線で、橋梁で田や川を通過した後に、終点部で国道354号岩井水海道バイパスに合流する。

### 路線データ
- 起点 茨城県坂東市上出島（上出島交差点）
- 終点 茨城県坂東市馬立字中ノ台1239番5地先（茨城県道123号土浦坂東線交点）[4]（馬立交差点）
- 全長 L=3.6km
- 道路幅員 W=25.0m
- 車線数 計画4車線（暫定2車線）
- 車線幅員 W=3.5m

## 沿革
- 2005年度：事業化。
- 2007年（平成19年）1月15日：坂東市岩井（県道中里坂東線） - 同市馬立（県道土浦坂東線）の岩井バイパスの道路区域（2.311km）が決定[4]。
- 2007年度：工事に着手。
- 2013年（平成25年）7月25日：坂東市上出島 - 坂東市上岩井（県道中里坂東線交差部）間（約1.3km）開通[5]。
- 2014年（平成26年）4月30日：坂東市上岩井地内の県道中里坂東線交差部 - 県道結城坂東線交差部間（約0.9km）開通[3][6][7]。
- 2015年（平成27年）8月12日：坂東市岩井（県道結城坂東線交差部） - 坂東市馬立間（約1.4km）開通により全線開通[1][2][8]。

## 主な接続道路
- 茨城県道125号中里坂東線
- 茨城県道20号結城坂東線バイパス
- 茨城県道20号結城坂東線
- 茨城県道136号高崎坂東線
- 茨城県道123号土浦坂東線

## 接続バイパス
- 境岩井バイパス
- 岩井水海道バイパス